# Kish (ö)

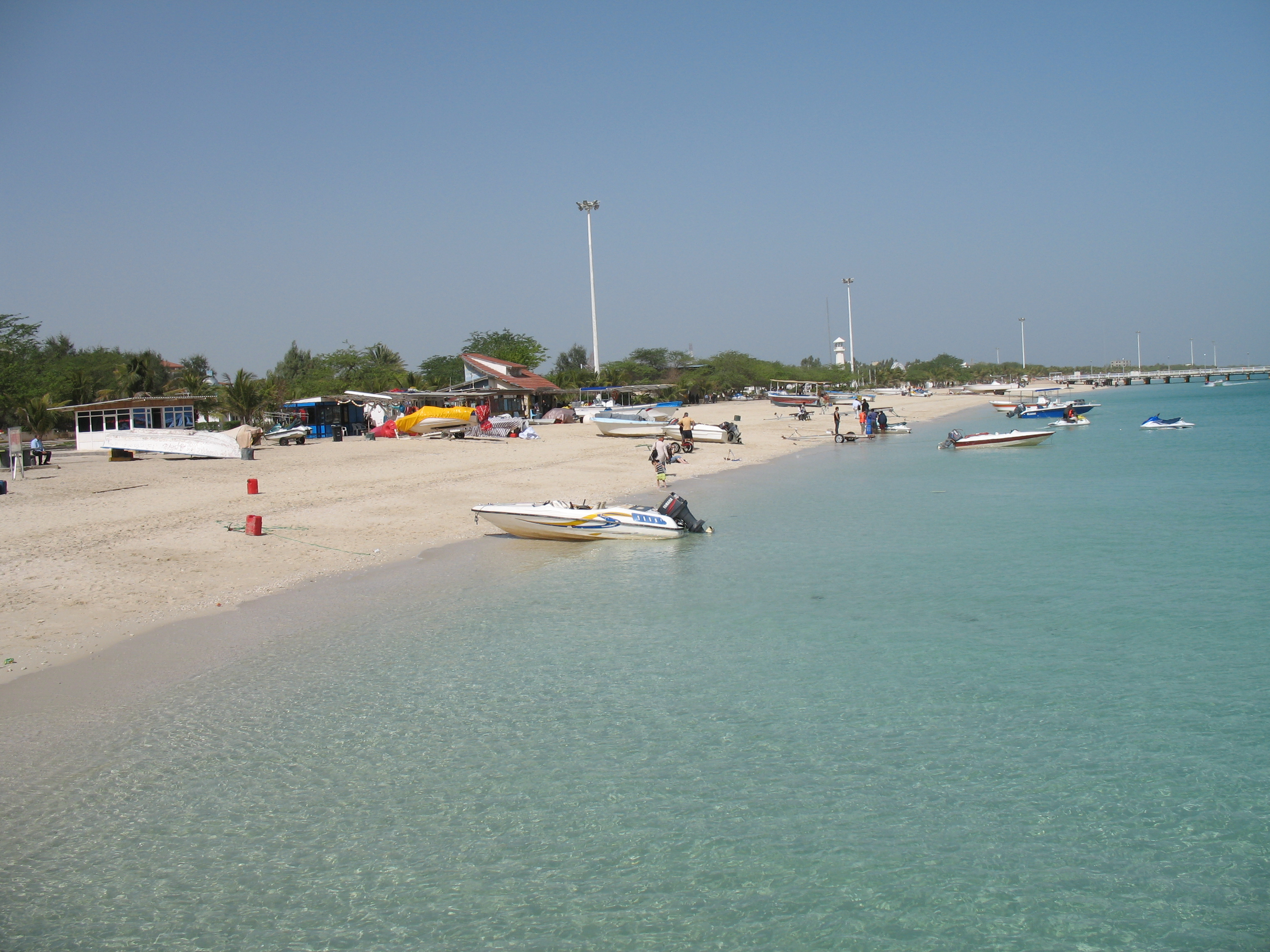
En strand på Kish.

Kish (persiska: کیش) är en semesterö i Persiska viken i södra Iran. Ön tillhör provinsen Hormozgan och utgör en frihandelszon. Detta gör ön till ett stort affärscentrum, med många köpcentrum, turistattraktioner och semesterhotell. Ön hade 41 258 invånare vid folkräkningen 2016, på en yta av 91,5 km², och tar emot ungefär 1,5 miljoner turister årligen. Öns huvudort heter även den Kish, där ungefär 97 procent av öns invånare bor.
2010 rankades ön Kish bland världens 10 vackraste öar av tidningen New York Times. Ön Kish sägs vara den 3:e mest besökta platsen av turister i Mellanöstern efter Sharm el-Sheikh och Dubai. 2010 öppnades en börs på ön som en följd av de ökade utländska investeringarna. Den 24 oktober 2010 höll Världsturismorganisationen sitt årliga toppmöte mellan samtliga medlemsstater i Kish.

## Bilder

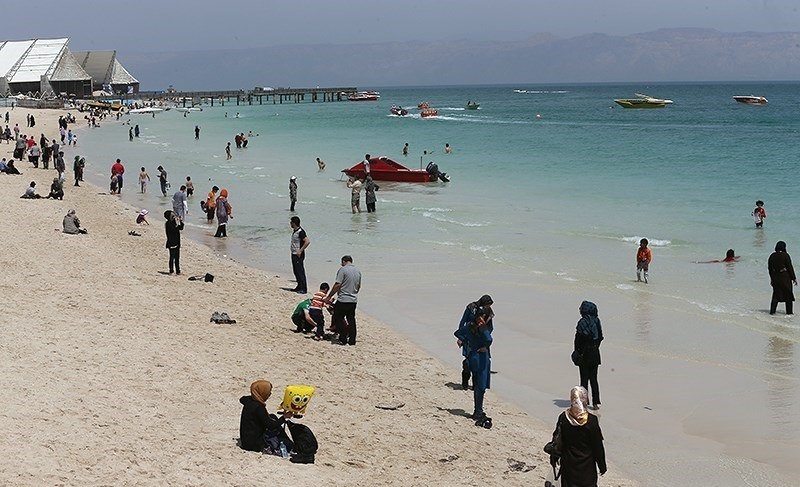
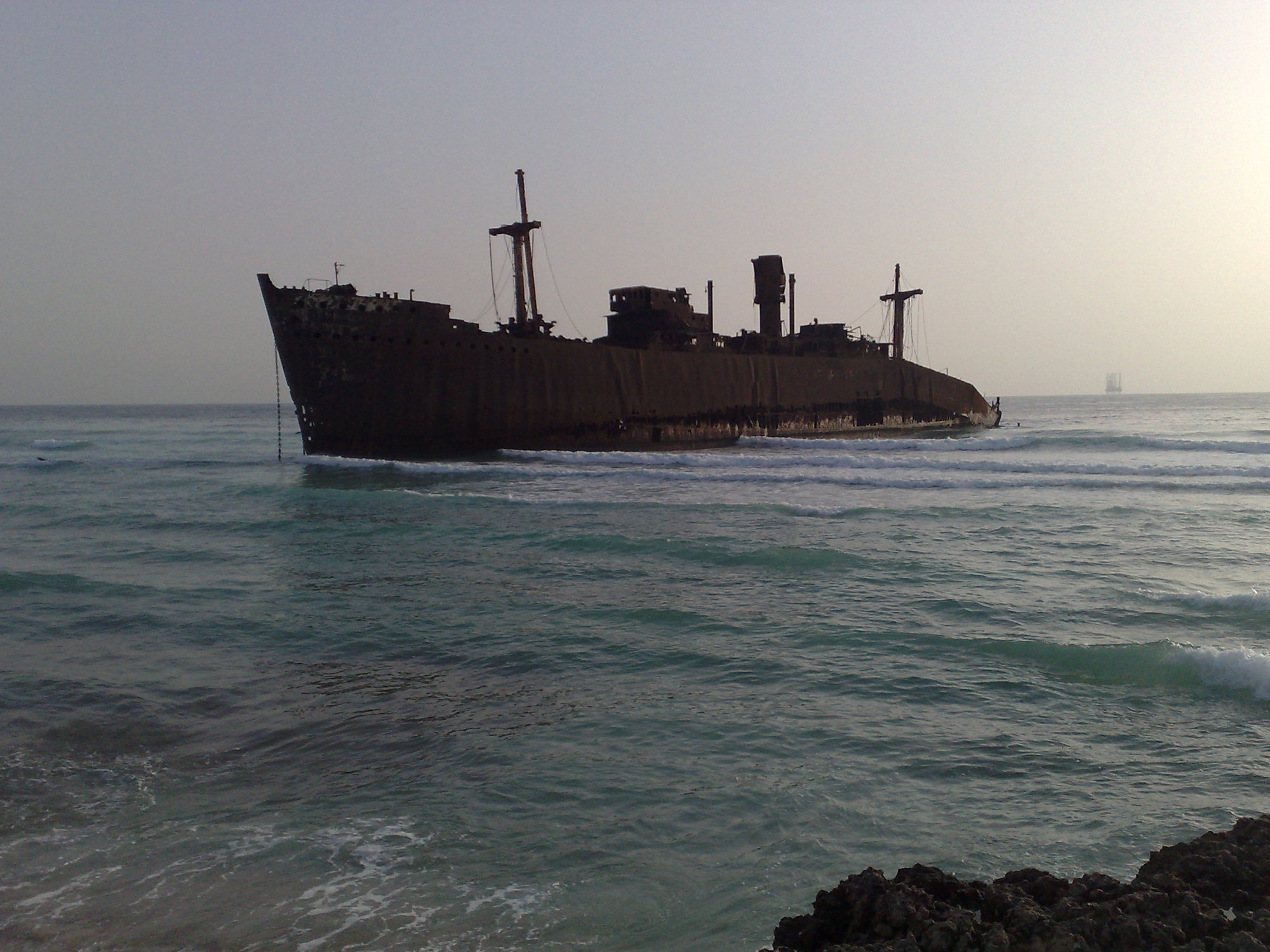
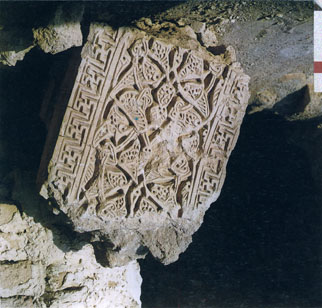
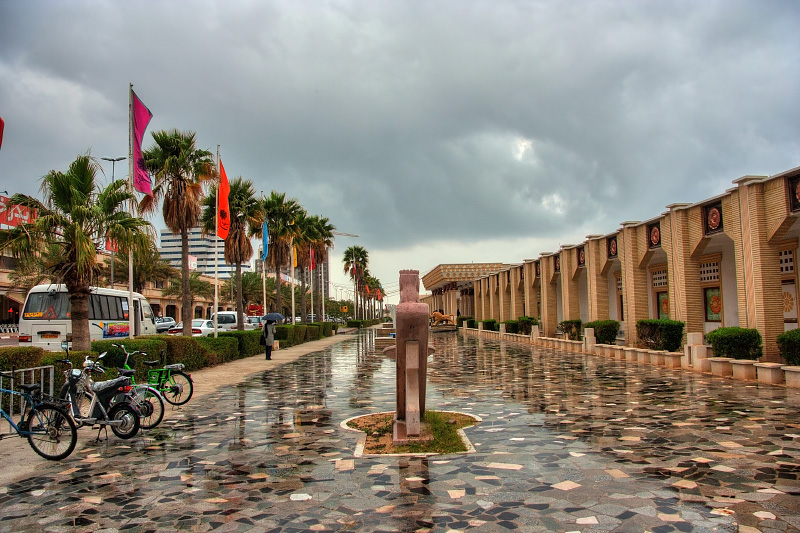
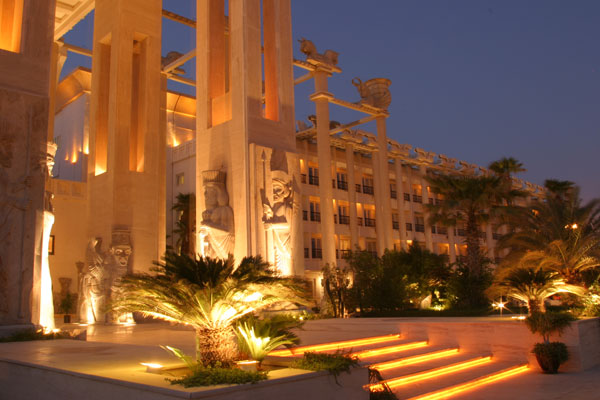